# Gelbgrün

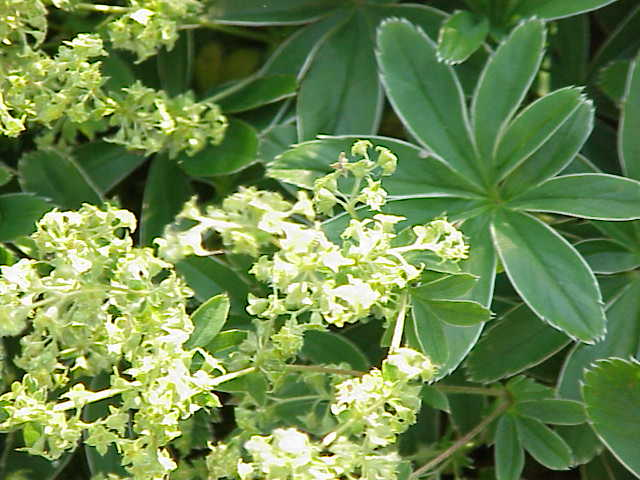
Blatt und Blüte des gelbgrünen Frauenmantels

Gelbgrün, oder Laubgrün, ist ein Farbton, der unter den Grüntönen sehr nahe am Gelb steht.
- Nach DIN 6164 ist Gelbgrün ein genormter Farbton, der einer Spektralfarbe von 565 nm entspricht. Im Ostwaldkreis hat er die Nummer 23. Der Farbton wurde von Ostwald selbst Laubgrün getauft.
- Im RGB-Farbsystem hat der Farbton die Werte (163, 255, 0), hexadezimal #A3FF00 [1] (dieser Farbe entspricht am ehesten eine Wellenlänge von 559 nm).
- Seine RAL-Bezeichnung ist 6018.

- Die Schweizer Farbenkarte platziert den Farbton zwischen Föhre und Knospengrün.

Der Farbton wirkt etwas „giftig“ und ist daher nicht immer ansprechend, wird aber nicht als Warnfarbe empfunden. Das frische Grün ist aber auch ein Sinnbild für Lebensfreude. 
Maltechnisch erhält man den Farbton durch Mischung aus einem kalten Blauton wie Preußischblau mit einem kühlen Gelb-Pigment. Als Vergleich kann eine Färbeprobe mit dem Wiesenfrauenmantel dienen.

## Gelb/Grün
Die Färbung der Isolation eines elektrischen Leiters in gelb und grün (abgekürzt: ge/gn), meist in 4 Längsstreifen abwechselnd gefärbt, ist die in D-A-CH seit Jahrzehnten gültige Codierung für Schutzleiter.